# Hleza Mofedi
Hleza Andrew Mofedi (ur. 18 stycznia 1979) – południowoafrykański piłkarz występujący na pozycji pomocnika.

## Kariera klubowa
W swojej karierze Mofedi grał między innymi w zespołach Orlando Pirates oraz Free State Stars.

## Kariera reprezentacyjna
W 2005 roku Mofedi został powołany do reprezentacji RPA na Złoty Puchar CONCACAF. Nie zagrał jednak na nim w żadnym meczu, a drużyna RPA zakończyła turniej na ćwierćfinale.